# Nanochromis minor
Nanochromis minor är en fiskart som beskrevs av Roberts och Stewart, 1976. Nanochromis minor ingår i släktet Nanochromis och familjen Cichlidae. IUCN kategoriserar arten globalt som sårbar. Inga underarter finns listade i Catalogue of Life.